# Centro Ester Pallavolo
El Centro Ester Pallavolo es un equipo de voleibol femenino italiano con sede en la ciudad de Nápoles.

## Historia
El club  se fundó en 1978 en el ámbito de la asociación "Centro Ester" del barrio napolitano de Barra. En 1993 se cerró la sección masculina y el club consiguió una serie de ascensos en el voleibol femenino que lo llevó desde la Serie C1 a la Serie A1 en solamente cuatro temporadas.
En la temporada 1994/95, el Centro Ester logró el ascenso a la Serie B1 con gran antelación y sin derrotas, ganando también su primera Copa de Liga en la final contra el Castellanza. El año siguiente, obtuvo otro ascenso y se consagró otra vez campeón de la Copa de Liga, en la "Final Four" de Nápoles. En 1997 triunfó en la Copa Italia de Serie A2, jugando la final de visitante ante el Spezzano.
En su primera participación en la Serie A1 el equipo, reforzado con jugadoras como la internacional Alessandra Zambelli y la estadounidense Prikeba Phipps, finalizó la temporada regular en el tercer lugar. Pese a la derrota en el juego tres de la semifinal de los playoffs contra el Foppapedretti, consiguió el acceso a la Copa Cev. En el verano llegaron las jugadoras de la selección italiana Maurizia Cacciatori, Sabrina Bertini y Manuela Leggeri. Bajo la guía del técnico neerlandés Gido Vermeulen, futuro entrenador de la Selección española, las napolitanas lograron la Copa Cev.
Tras dos últimas temporadas en la máxima categoría italiana, en el verano de 2001 se produjo la cesión de los derechos deporivos del club por falta de patrocinadores. En los años siguientes el Centro Ester, recomenzando de las categorías regionales, volvió a la Serie B2 y logró numerosos títulos regionales en las categorías Sub 13, 14, 16 y 18. En 2014 se proclamó campeón de la Copa Campania.

## Palmarés
- Copa CEV (1)

1998/1999
- Copa Italia de Serie A2 (1)

1996/1997
- Copa de Liga de Serie B (2)

1994/1995, 1995/1996
- Copa Campania (1)

2013/2014